# Prévôté de Blanzy
La prévôté de Blanzy est une prévôté située à Saint-Rémy-Blanzy, en France.

## Localisation
La prévôté est située sur la commune de Saint-Rémy-Blanzy, dans le département de l'Aisne.

## Historique
Le monument est inscrit au titre des monuments historiques en 1928.